# Shayne's World
《Shayne's World》는 셰인 오로크의 두 번째 미니 음반이다.

## 앨범소개
2012년3월13일 두 번째 미니앨범 'Shayne's World'를 발표한 셰인은 타이틀곡 '너를 본다'를 통해 한글랩을 선보이며 색다른 매력을 선사했다. 타이틀 곡 '너를 본다'는 작곡가 유해준이 신예 작곡가 Maxx song과 함께 만든 작품으로 일 분, 일 초라도 더 보고 싶은 순수한 마음을 노래하는 가사와 누구나 공감하며 쉽게 따라 부를 수 있는 멜로디가 매력적인 곡이다. 총 6곡으로 구성된 셰인의 이번 미니앨범은 타이틀 곡 '너를 본다'외에도 애절한 목소리가 돋보이는 미디엄 발라드곡 '그래야 내가 살아', 셰인의 깜찍함과 섹시함이 동시에 느껴지는'깜놀', 영화 《러브픽션》의 뮤직비디오로 미리 선보인 'Summer Love' 등 다양한 색깔을 담고 있는 음악들로 채워졌다.

## 수록곡
| #  | 제목                              | 작사      | 작곡              | 편곡              | 재생 시간 |
| -- | --------------------------------- | --------- | ----------------- | ----------------- | --------- |
| 1. | 〈Summer Love〉                   | 셰인      | 셰인              | Maxx Song         | 3:47      |
| 2. | 〈그래야 내가 살아〉              | Maxx Song | 유해준, Maxx Song | Maxx Song         | 3:16      |
| 3. | 〈너를본다〉                      | Maxx Song | 유해준, Maxx Song | 안성찬, Maxx Song | 2:59      |
| 4. | 〈깜놀〉                          | 설예남    | 유해준, Maxx Song | 유해준, Maxx Song | 3:25      |
| 5. | 〈Summer Love〉 (English Version) | 셰인      | 셰인              | Maxx Song         | 3:46      |
| 6. | 〈너를 본다〉 (Inst.)             |           | 유해준, Maxx Song | 안성찬, Maxx Song | 2:59      |

## 참조
1. ↑  셰인, 미니앨범 'Shayne’s World' 발표… 숨겨진 랩 실력에 '깜놀', 2012년 3월 13일 이투데이